# 貝爾維尤山
貝爾維尤山，澳洲悉尼東部的一個地區，距離悉尼商業中心區大約5公里，毗鄰德寶灣和玫瑰灣，行政區域上隸屬胡拉勒自治市，是悉尼其中一個最富裕的豪宅區。历史悠久的安妮式住宅Caerleon于2008年1月以2200万美元的价格售出。

## 圖片集

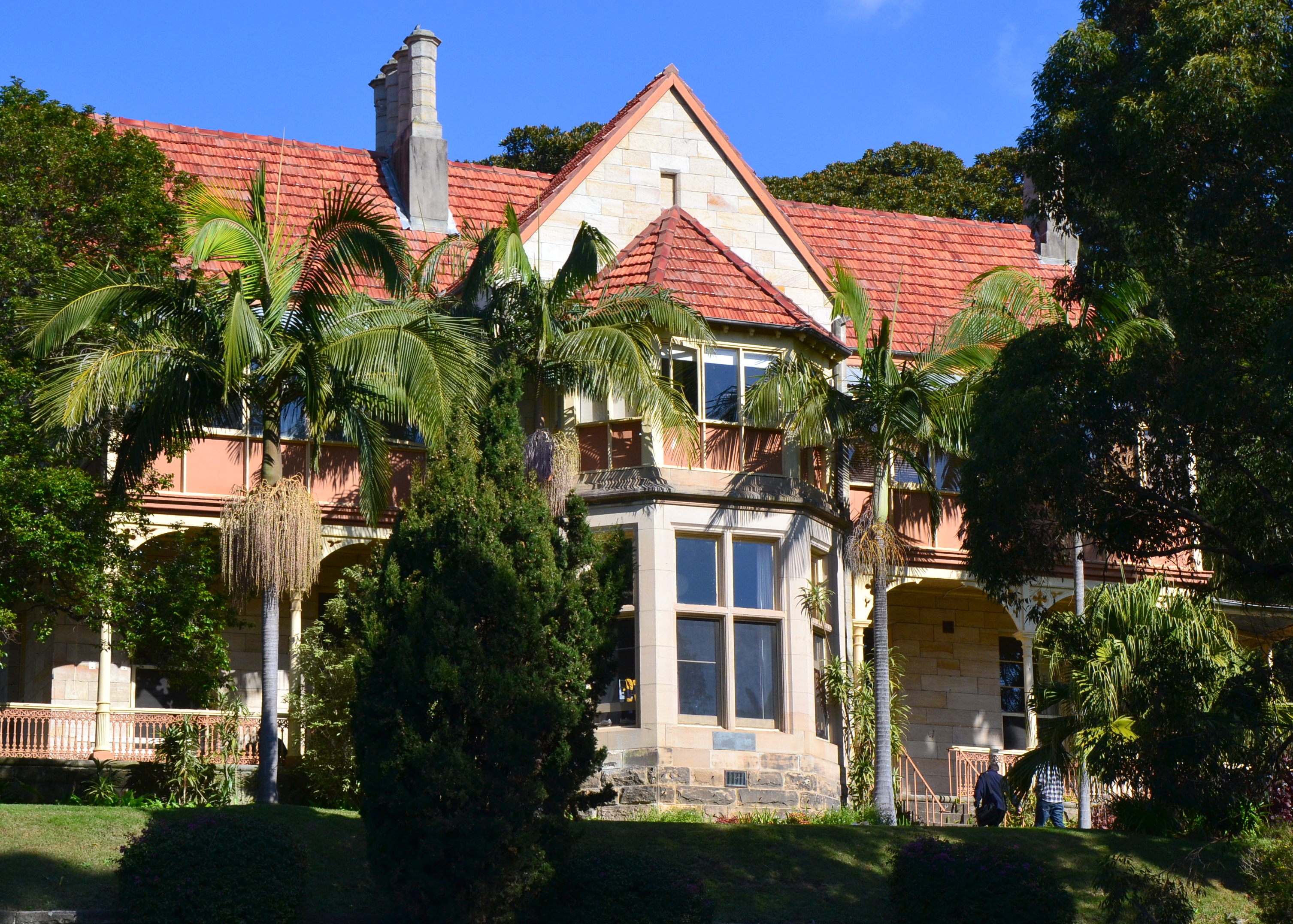
費爾法克斯樓
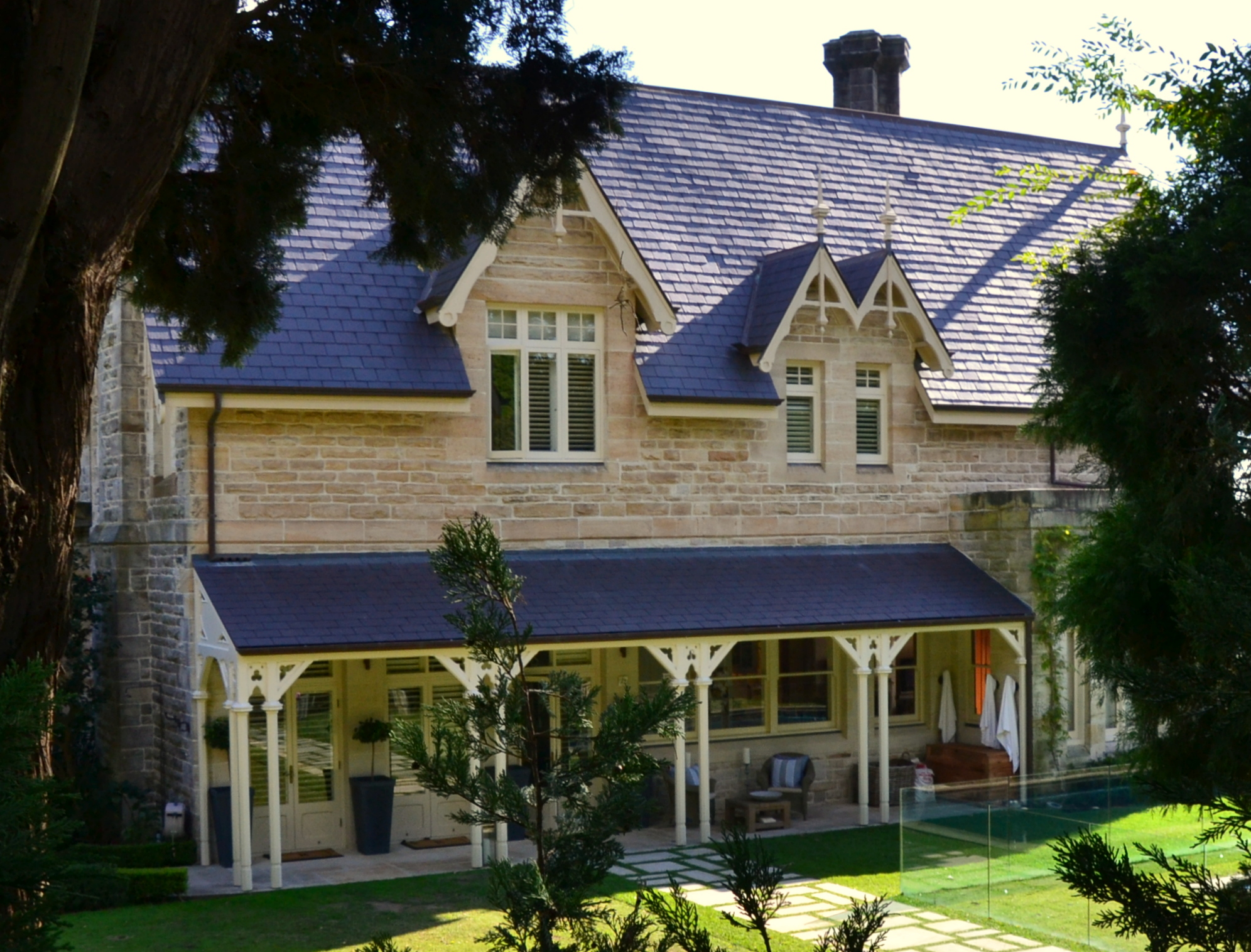
Rona
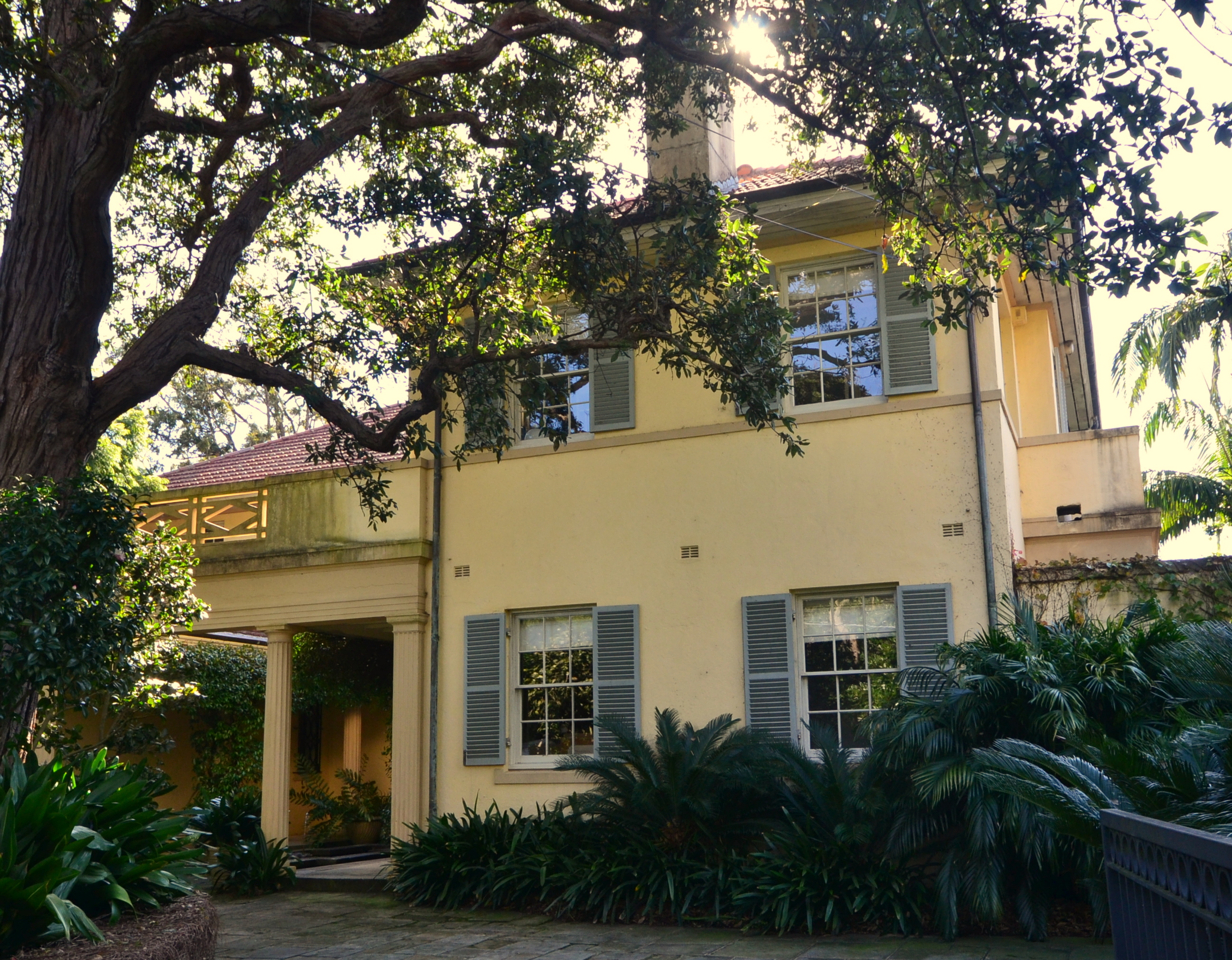
Rovello
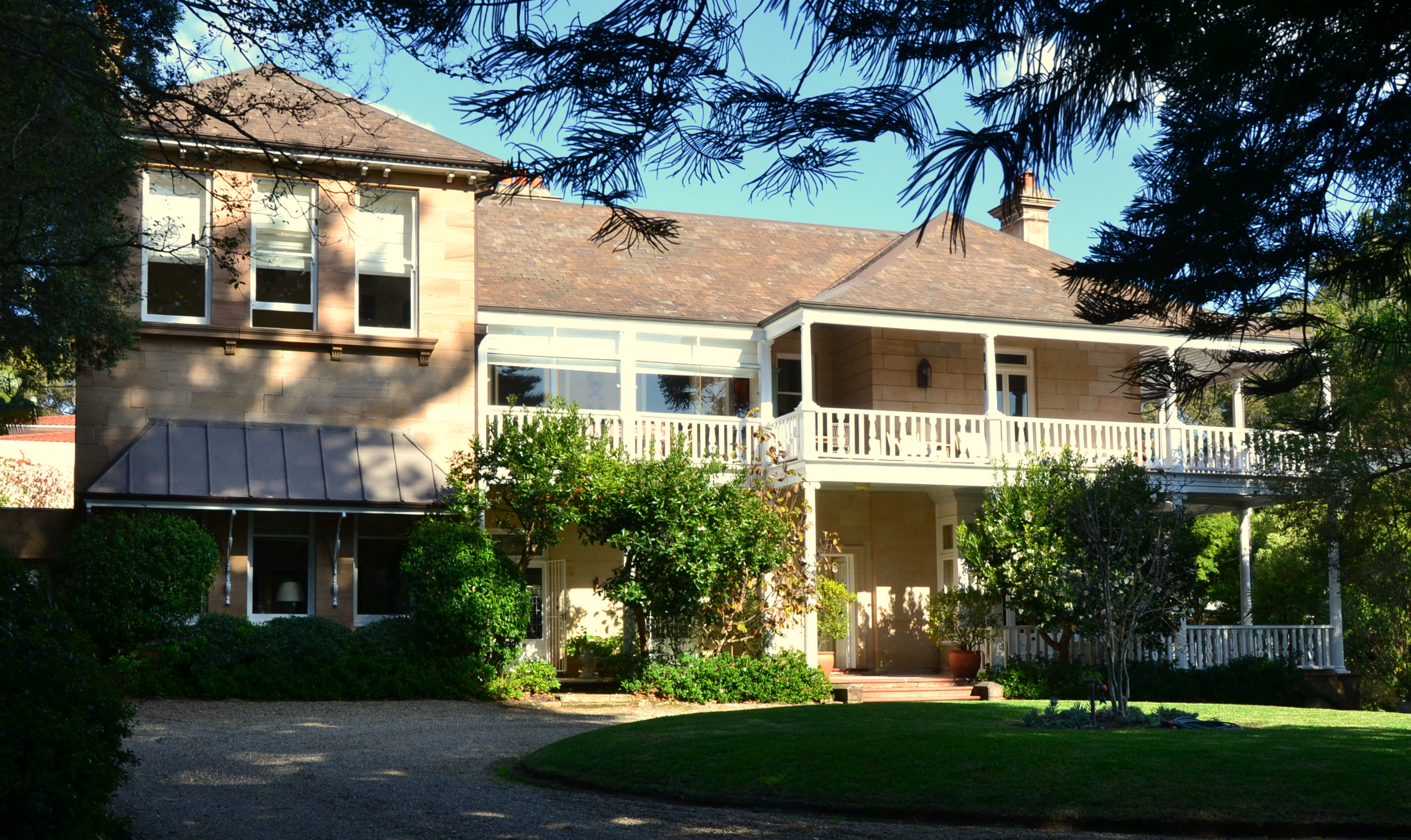
Trahlee
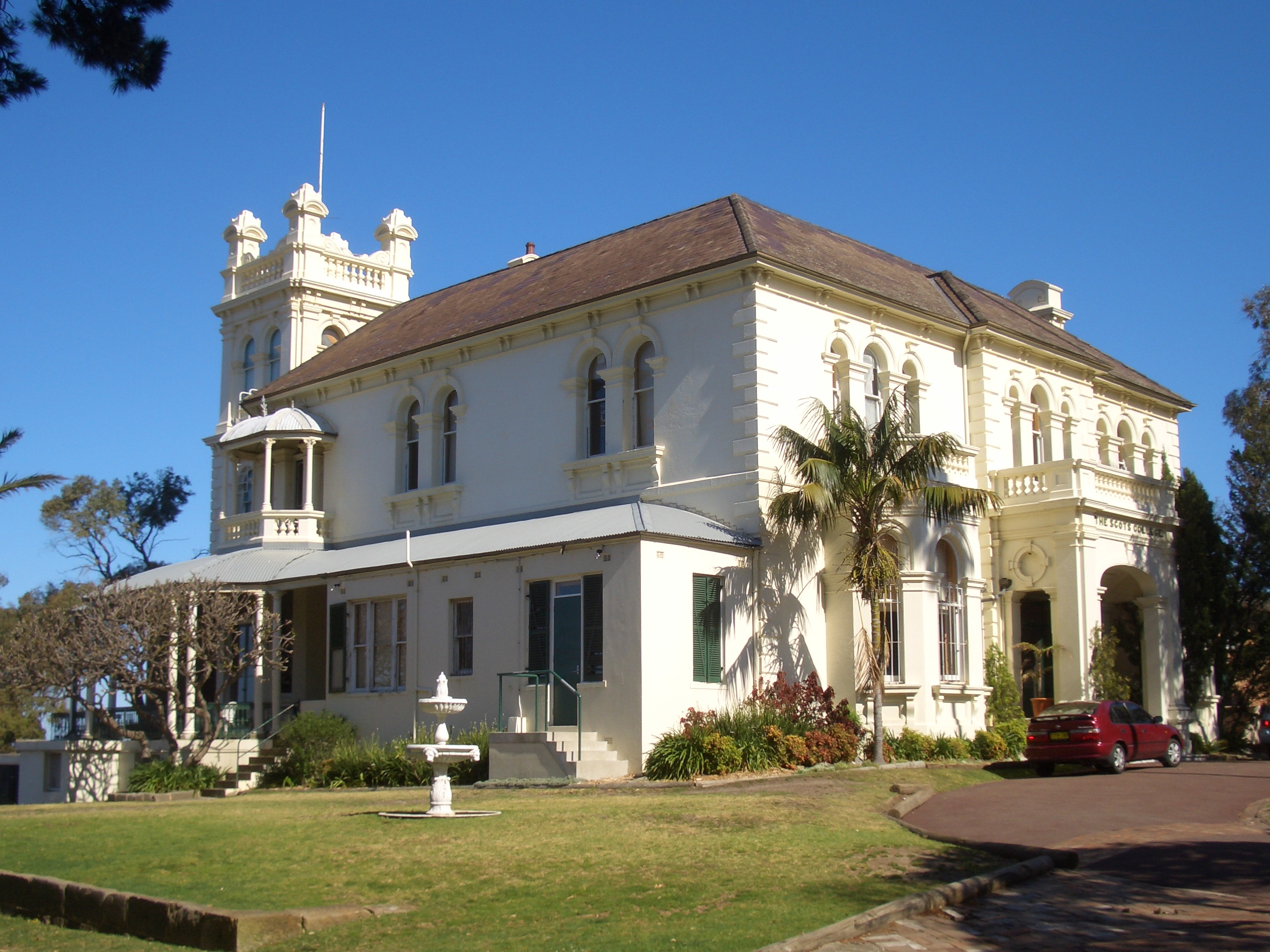
阿斯皮諾爾樓